# Cross River (Kootenay River)
Der Cross River ist ein etwa 38 km langer linker Nebenfluss des Kootenay River im Regional District of East Kootenay in der kanadischen Provinz British Columbia.

## Flusslauf
Der Cross River verläuft in den Southern Continental Ranges, einer Teilkette der Kanadischen Rocky Mountains. Das Quellgebiet des Cross River befindet sich am 2182 m hohen White Man Pass an der kontinentalen Wasserscheide. Er fließt in überwiegend westsüdwestlicher Richtung durch das Gebirge. Bei den Flusskilometern 30 und 18 fließen die Flüsse Alcantara Creek und Mitchell River dem Cross River von Norden kommend zu. Der Cross River mündet schließlich auf einer Höhe von etwa 1080 m in den nach Süden fließenden Kootenay River. Die Mündungsstelle befindet sich 18 km östlich von Radium Hot Springs sowie 7,4 km südsüdöstlich von dem am British Columbia Highway 93 gelegenen Aussichtspunkt über das obere Kootenay-Tal. 

## Einzugsgebiet
Das Einzugsgebiet des Cross River beträgt etwa 553 km². Es grenzt im Norden an das des Simpson River, im Osten an das des Spray River, im Südosten an das des Palliser River sowie im Südwesten und im Westen an das des Kootenay River.

## Namensgebung
Im Jahr 1845 wurde der White Man Pass von dem römisch-katholischen Missionar Pierre-Jean De Smet in östlicher Richtung überschritten. Dabei stellte er nach eigenen Angaben ein hölzernes Kreuz auf der Passhöhe auf. Von diesem Umstand leitet sich vermutlich der heutige Flussname Cross River englisch für „Kreuz-Fluss“ ab.